# Message d'Arecibo

Des couleurs ont été ajoutées à ce message pour mieux distinguer les différentes parties, mais le message réel n'en comportait pas.

Le message d'Arecibo est un message radio de 1 679 bits émis vers l'espace le 16 novembre 1974 à l'occasion de la transformation du radiotélescope d'Arecibo. Il est envoyé vers l'amas globulaire M13 (plus communément appelé Amas d'Hercule), qui se trouve à environ 22 200 années-lumière.
Le nombre 1 679 est choisi parce qu'il est semi-premier, c'est-à-dire le produit de deux nombres premiers, et ne peut donc être divisé qu'en 73 lignes et 23 colonnes (ou vice-versa). Cela suppose que ceux qui pourraient le lire choisiront de l'arranger comme un quadrilatère (voir paragraphe « Décodage du message »). L'information arrangée de la première façon ne présente aucun sens alors que si elle est arrangée de la seconde façon, l'image contient des informations à propos de la Terre et de l'humanité. Si on lit de gauche à droite, elle montre les nombres de un à dix, les numéros atomiques de l'hydrogène, du carbone, de l'azote, de l'oxygène et du phosphore, les formules chimiques des sucres et bases dans les nucléotides de l'ADN, les nombres de nucléotides dans l'ADN, sa structure en double hélice, un croquis de l'être humain et sa taille, la population de la Terre, le Système solaire et une image du radiotélescope d'Arecibo donnant son diamètre.
Parce que le message mettra plus de 22 000 ans pour atteindre la destination voulue (de même qu'une éventuelle réponse pour revenir sur Terre), le message d'Arecibo est plus une démonstration de l'avancée technologique de l'Humanité qu'un réel essai d'entrer en contact avec une civilisation extraterrestre.
Le docteur Frank Drake, créateur de la célèbre équation de Drake, a écrit le message avec l'aide entre autres de Carl Sagan.

## Description du message

### Nombres

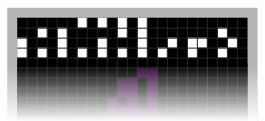

En lisant de gauche à droite, les nombres 1 à 10 apparaissent en format binaire (la ligne du bas, ou « bit de repérage », montre la position verticale de chaque nombre).
Même en connaissant le système binaire, l'encodage des nombres ne semble pas totalement évident, à cause de la façon dont ils ont été écrits. Pour lire les sept premiers nombres, en ignorant la ligne du bas, il faut prendre les trois chiffres binaires du bas vers le haut. Les nombres 8, 9 et 10 sont un peu différents puisqu'ils comportent une autre colonne, à droite de la première. Ultérieurement dans le message d’Arecibo, les nombres de 1 à 15 sont représentés sur une seule colonne, sous forme de quatre bits significatifs suivis du « bit de repérage ».
```
0 0 0 1 1 1 1 00 00 00
0 1 1 0 0 1 1 00 00 10
1 0 1 0 1 0 1 01 11 01
X X X X X X X X  X  X   ← repère montrant la position de chaque nombre
```

### Éléments constituant l'ADN
| H 1 | C 6 | N 7 | O 8 | P 15 |
| --- | --- | --- | --- | ---- |
| 0   | 0   | 0   | 1   | 1    |
| 0   | 1   | 1   | 0   | 1    |
| 0   | 1   | 1   | 0   | 1    |
| 1   | 0   | 1   | 0   | 1    |
| X   | X   | X   | X   | X    |

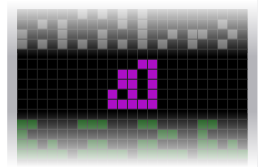

Les nombres 1, 6, 7, 8 et 15 (en binaire, verticalement) représentent respectivement l'hydrogène (H), le carbone (C), l'azote (N), l'oxygène (O) et le phosphore (P), selon leur numéro atomique.
Ce sont les éléments chimiques qui constituent l'ADN.

### Nucléotides
| Part 3 — The nucleotides of DNA. |                    |                    |                      |  |
| Désoxyribose (C5H7O)             | Adenine (C5H4N5)   | Thymine (C5H5N2O2) | Désoxyribose (C5H7O) |  |
| Phosphate (PO4)                  |                    |                    | Phosphate (PO4)      |  |
| Désoxyribose (C5H7O)             | Cytosine (C4H4N3O) | Guanine (C5H4N5O)  | Désoxyribose (C5H7O) |  |
| Phosphate (PO4)                  |                    |                    | Phosphate (PO4)      |  |
|                                  |                    |                    |                      |  |

Par exemple, le désoxyribose (C5H7O dans l'ADN) est codé ainsi :
```
1 1 0 0 0
1 0 0 0 0
1 1 0 1 0
X X X X X
---------
7 5 0 1 0
H C N O P  <- toujours classés selon l'ordre des éléments constituant l'ADN (voir section ci-dessus)
```

donc 7 atomes H, 5 atomes C, 0 atome N, 1 atome O, 0 atome P, soit C5H7O en formule moléculaire.
Les formules moléculaires des nucléotides sont données dans la configuration incorporée à l’ADN (typiquement, un hydrogène en moins par rapport au nucléotide libre).

### Double hélice

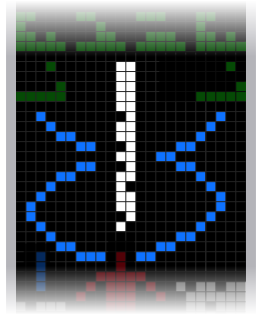

Double hélice de l'ADN (la barre verticale représente le nombre de nucléotides, soit 4 294 441 822, qui était le nombre supposé à l’époque où le message a été envoyé. Depuis, les recherches ont estimé le nombre de paires de bases du génome humain à près de 3,2 milliards).

### Humanité

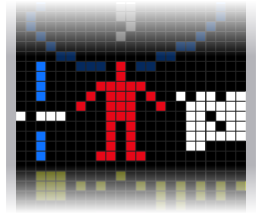

L'élément au centre représente la silhouette d'un humain vue de face, ou de dos. L'élément sur la gauche illustre la taille moyenne d'un humain : 1 764 mm. Cela correspond au nombre binaire 14 écrit horizontalement multiplié par la longueur d'onde du message (126 mm). L'élément sur la droite correspond à la population humaine en 1974 encodée en 32 bits, soit 4 292 853 750.

### Planètes

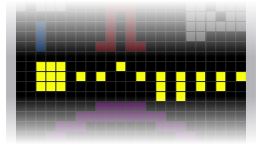

Le Système solaire est représenté : le Soleil, Mercure, Vénus, la Terre, Mars, Jupiter, Saturne, Uranus, Neptune et Pluton (à l'époque de l'envoi du message, Pluton était considérée comme une planète).
La Terre est décalée vers le dessin de l'homme pour montrer d'où vient le message.

### Télescope

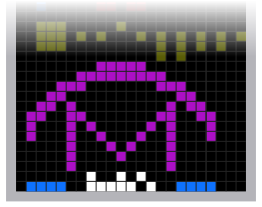

La dernière partie représente le radiotélescope d'Arecibo et son diamètre (2 430 multiplié par la longueur d'onde, ce qui donne 306,18 m).

### Décodage du message

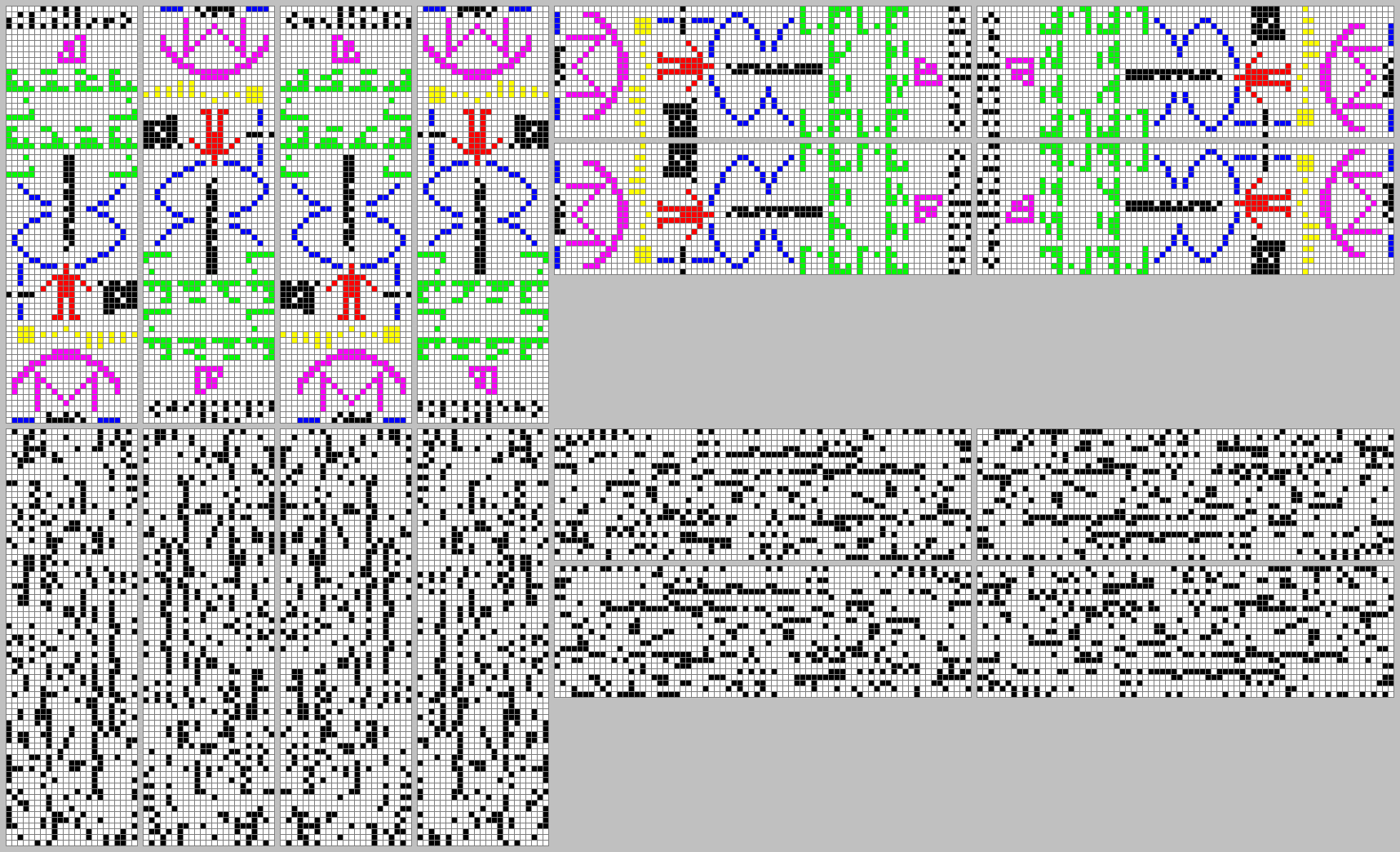
Les seize possibilités de décodage du message d’Arecibo.

L'image peut être arrangée de seize façons : il y a quatre coins dans un rectangle donc quatre possibilités pour le premier chiffre binaire ; on peut ensuite les ranger soit ligne par ligne, soit colonne par colonne donc deux possibilités ; enfin, les dimensions du rectangle peuvent être soit 23 × 73, soit 73 × 23, donc deux possibilités. Au total, 4 × 2 × 2 = 16 possibilités, mais on peut les regrouper en deux groupes : pour huit d'entre elles, on obtient le Message d'Arecibo (voir la moitié supérieure de l'image, avec une rotation de 90°, 180°, 270°, avec une inversion horizontale (miroir), inversion horizontale + 90°, inversion horizontale + 180° et inversion horizontale + 270°), tandis que les huit autres possibilités donnent le message visible tout à gauche sur la moitié inférieure de l'image (comme précédemment avec une rotation de 90°, 180°, 270°, avec une inversion horizontale (miroir), inversion horizontale + 90°, inversion horizontale + 180° et inversion horizontale + 270°).

## Description du signal radio support

### Caractéristiques du signal émis
Le message a été émis à une fréquence porteuse de 2 380 MHz en utilisant la technique de modulation par déplacement de fréquence avec une déviation en fréquence de 10 Hz.
Cette fréquence de porteuse présente l'avantage d'être faiblement absorbée par l'atmosphère terrestre et est proche du point d'eau, qui est une gamme de fréquence où le niveau de bruit est particulièrement faible dans le milieu interstellaire.
Au moment où le message d'Arecibo a été émis (c'est-à-dire après modernisation des installations du début des années 1970), la puissance de l'émetteur du radiotélescope était de 1 MW à cette fréquence.
Le gain d'une antenne parabolique est donné par la formule suivante : 
{\displaystyle G=\left({\frac {\pi d}{\lambda }}\right)^{2}e_{A}}
où :
- {\displaystyle d} est le diamètre de l'antenne ;
- {\displaystyle \lambda } est la longueur d'onde du signal ;
- {\displaystyle e_{A}} est un nombre adimensionnel entre 0 et 1 associé à l'efficacité de l'antenne (pertes).

Sachant que le diamètre de l'antenne d'Arecibo est de 305 mètres, l'ordre de grandeur du gain de celle-ci, à la fréquence de 2 380 MHz (et en prenant une valeur pessimiste de l'efficacité de 0,5), est d'environ 75 dB, soit un facteur multiplicatif d'environ 30 000 000. À proximité de la Terre, la puissance apparente rayonnée du signal émis par Arecibo était donc d'environ 30 TW ou 165 dBm.

### Capacité du signal à être détecté à son arrivée
La puissance d'un signal radioélectrique varie en {\displaystyle 1/r^{2}} à mesure qu'il s'éloigne de son point d'émission. Lorsque le signal atteindra les systèmes stellaires de M13 situés à 22 200 années-lumière, sa puissance ne sera donc plus que de 6,5 × 10−28 W ou −240 dBm.
Cette puissance, bien qu’extrêmement faible, est à comparer à celle d'autres signaux, comme ceux émis par la sonde Voyager 1. L'émetteur en bande X de cette sonde a une puissance de 23 W et son antenne HGA (high-gain antenna) fournit un gain de 48 dB. La puissance du signal provenant de Voyager 1 (qui a franchi l'héliopause) est donc de l'ordre de 10−20 W ou −170 dBm quand il arrive sur Terre et celui-ci est détectable (et détecté), par exemple par l'antenne du Green Bank Telescope qui fait 100 mètres de diamètre.
En effet, la capacité de détection d'un signal radioélectrique est essentiellement liée au rapport signal sur bruit dans la gamme de fréquence écoutée. À la fréquence de 2 380 MHz, les sources naturelles de bruit sont largement inférieures au bruit thermique des capteurs électroniques qui constituent la source de bruit dominante. Pour une bande de fréquence correspondant à plus ou moins 10 Hz, avec de l'électronique à la température ambiante, le niveau de bruit thermique est de −161 dBm.
Une valeur de 6 dB est couramment retenue comme rapport signal sur bruit pour définir un seuil de détection. Après amplification par une antenne réceptrice, le signal doit donc avoir une puissance minimale de −155 dBm. Le gain de l'antenne réceptrice minimal est donc de 85 dB.
En employant la formule de gain ci-dessus, on peut alors déterminer que le diamètre de l'antenne réceptrice doit être supérieur à 1 km pour pouvoir détecter le signal. Ces dimensions sont à la portée de la technologie humaine. La détection est donc techniquement possible, d'autant plus que de nombreuses techniques peuvent être mises en œuvre pour améliorer les capacités de détection à dimensions d'antenne fixées (comme la réfrigération des moyens de détection à des températures cryogéniques pour limiter le niveau du bruit thermique) ou pour limiter la taille des antennes à performances de détection fixées (utilisation d'un ensemble d'antennes par la technique de l'interférométrie radio).
La difficulté de la détection réside alors plutôt dans le choix par les éventuels destinataires de la direction et du moment où écouter (zone du ciel, gamme de fréquence, taille de la bande passante).

## Transcription
| 00000010101010000000000 00101000001010000000100 10001000100010010110010 10101010101010100100100 00000000000000000000000 00000000000011000000000 00000000001101000000000 00000000001101000000000 10101000000000 11111000000000 00000000000000000000000 11000011100011000011000 10000000000000110010000 11010001100011000011010 11111011111011111011111 00000000000000000000000 00010000000000000000010 00000000000000000000000 00001000000000000000001 11111000000000000011111 00000000000000000000000 11000011000011100011000 10000000100000000010000 11010000110001110011010 11111011111011111011111 00000000000000000000000 00010000001100000000010 00000000001100000000000 00001000001100000000001 11111000001100000011111 00000000001100000000000 00100000000100000000100 00010000001100000001000 00001100001100000010000 00000011000100001100000 00000000001100110000000 00000011000100001100000 00001100001100000010000 00010000001000000001000 00100000001100000000100 01000000001100000000100 01000000000100000001000 00100000001000000010000 00010000000000001100000 00001100000000110000000 00100011101011000000000 00100000001000000000000 00100000111110000000000 00100001011101001011011 00000010011100100111111 10111000011100000110111 00000000010100000111011 00100000010100000111111 00100000010100000110000 00100000110110000000000 00000000000000000000000 00111000001000000000000 00111010100010101010101 00111000000000101010100 00000000000000101000000 00000000111110000000000 00000011111111100000000 00001110000000111000000 00011000000000001100000 00110100000000010110000 01100110000000110011000 01000101000001010001000 01000100100010010001000 00000100010100010000000 00000100001000010000000 00000100000000010000000 1001010000000000 01111001111101001111000 |